# Cueva de La Bonita
La Cueva de La Bonita (en menorquín: La Cova de Na Polida) es una cueva situada a los pìes de Mola de Fornells, a su vez situada al este de la bahía de Fornells.
Es una las numerosas cuevas excavadas por el mar en la costa norte de la isla de Menorca.
Es una cueva terrestre y fue descubierta en 1831 por un pescador local.
En una cueva de grandes dimensiones, con un gran número de galerías.
Está considerada como una de las cuevas más espectaculares de la costa norte de Menorca.
Su acceso se realiza desde el mar y ya dentro de la cueva se accede a las galerías. La cueva tiene ninguna adecuación para su visita.
Otras cuevas presentes en esta zona reciben los siguientes nombresː
- Cova d'Es Orgues (Cueva de los Órganos) en coordenadas 40,063490 N 4,160830 E
- Cova de Ses Bruixes (Cueva de las Brujas) en coordenadas 40,061375 N 4,167061 E
- Cova de ses Imatges (Cueva de las Imágenes)
- Cova des Bufador (Cueva del Sopladero)
- Cueva de los Ingleses (La Cova dels Anglesos)
- Cuevas del rayo (Coves d'es Llamp)